# Hibagon
El hibagon (ヒバゴン?) o Hinagon (ヒナゴン?) (derribado de sus avistamientos en el monte Hiba) es una criatura mítica de origen japonés similar al "yeti" y "pie grande". Se trata de una criatura mitad hombre mitad gorila de gran tamaño y con una fuerza descomunal e inhumana, capaz de matar a una persona de un golpe y romper árboles con sus pisadas. Actualmente se cree que la leyenda pudiera nacer de avistamientos de macacos locales o de algún chimpancé escapado.

## Historia
Se dice que los hibagon nacieron en la cima del Monte Hiba (prefectura de Hiroshima) donde se alimentan de plantas y a veces hasta de animales.